# Division I (Schach) 1954
Die Division I 1954 war die fünfte schwedische Mannschaftsmeisterschaft im Schach (Allsvenskan) und gleichzeitig deren zweite Austragung in einem Ligabetrieb mit Auf- und Abstieg.

## Datum und Ort
Die Wettkämpfe wurden am 6. und 7. November in Göteborg ausgetragen.

## Turnierverlauf
Nach zwei Vizemeisterschaften in Folge gewann der SK Kamraterna Göteborg diesmal alle Wettkämpfe und wurde damit neuer schwedischer Meister. Als Zweitplatzierter erreichte der Titelverteidiger Stockholms Södra SS den Klassenerhalt, während die Neulinge Wasa SK sowie die Auswahlmannschaft aus Skåne direkt wieder absteigen mussten.

### Abschlusstabelle
| Pl. | Verein                  | Sp | G | U | V | MP  | Brett-P.  |
| --- | ----------------------- | -- | - | - | - | --- | --------- |
| 01. | SK Kamraterna Göteborg  | 3  | 3 | 0 | 0 | 6:0 | 18,0:12,0 |
| 02. | Stockholms Södra SS (M) | 3  | 2 | 0 | 1 | 4:2 | 18,0:12,0 |
| 03. | Wasa SK (N)             | 3  | 1 | 0 | 2 | 2:4 | 14,5:15,5 |
| 04. | Skånes SF (N)           | 3  | 0 | 0 | 3 | 0:6 | 9,5:20,5  |

### Entscheidungen
|     | Schwedischer Mannschaftsmeister: SK Kamraterna Göteborg |
|     | Absteiger in die Division II: Wasa SK, Skånes SF        |
| (M) | Meister der letzten Saison                              |
| (N) | Aufsteiger der letzten Saison                           |

### Kreuztabelle
| Ergebnisse | Ergebnisse             | 01. | 02. | 03. | 04. |
| ---------- | ---------------------- | --- | --- | --- | --- |
| 01.        | SK Kamraterna Göteborg |     | 5½  | 5½  | 7   |
| 02.        | Stockholms Södra SS    | 4½  |     | 6½  | 7   |
| 03.        | Wasa SK                | 4½  | 3½  |     | 6½  |
| 04.        | Skånes SF              | 3   | 3   | 3½  |     |

## Die Meistermannschaft
| 1.            | SK Kamraterna Göteborg |
| Schachfiguren | Eric Jonsson, Leho Laurine, Bertil Jonsson, Reljo Utuste, Bertil Gedda, Harry Alexandersson, Ragnar Gustavsson, Sixten Ardbring, Åke Jyfors, Erland Elofsson, Bertil Westin. |